# 张殿菲
张殿菲（1982年11月9日—），中国大陆男艺人。2007年参加选秀节目《加油！好男儿》，获得成都超级加油站冠军，总决赛第四名。之前曾做过服务生、送水工、电视台记者以及四川航空的空服員。

## 主持节目
| 开始时间 | 结束时间 | 制作单位 | 节目名称   | 职务           | 合作主持 | 備註 |
| 2009年   |          |          | 时尚星达人 | 特约嘉宾主持人 |          |      |

## 舞台演出
| 演出时间 | 演出类型 | 剧名   | 角色   | 合作导演 | 合作演员 | 備註 |
| 2007年   | 舞台剧   | 红楼梦 | 贾宝玉 | 陈薪伊   |          |      |
| 2008年   | 话 剧    | 双面胶 | 李亚平 |          |          |      |

## 電視劇
- 2008年：奥运在我家]之成功狂与富二代 飾 马明朗
- 2008年：加油网球王子 飾 陈海堂
- 2009年：铠甲勇士 飾 殿南
- 2009年：加油网球王子2 飾 陈海堂
- 2012年：我为出嫁狂 飾 何方
- 2013年：隋唐演义  飾 李元吉
- 2017年：红门兄弟 飾 孙骏哲 (2013年拍攝)

## 電影
- 2009年：倔强萝卜 飾 田　蒙